# リズム天国 ザ・ベスト+
『リズム天国 ザ・ベスト+』（リズムてんごく ザ・ベストプラス）は、任天堂より2015年6月11日に発売されたニンテンドー3DS用音楽ゲーム（公称ジャンルは"ノリ感ゲーム♪"）。リズム天国シリーズの4作目であり、収録リズムゲームは過去3作からの再収録に新作を追加。

## システム
本作の操作はAボタン、Bボタン、十字キーの3種類のみ。オプションでタッチパネルを使った「かんたんタッチ」に設定することも可能（ニンテンドーDS版『リズム天国ゴールド』での「はじく」「こする」の操作には対応していない）。
シリーズ初となる、ストーリーモードを採用している。
リズムゲーム終了後にそのゲームにおけるスコアを確認できる。スコアに応じて、「やりなおし」、「平凡」、「ハイレベル」のいずれかの評価が現れ、「平凡」以上を出せばクリア。コインを評価に応じた枚数もらえる。ノーミスの場合はさらにボーナスでコインをもらえる（枚数はゲームによる）。
新要素として「キメ星」システムを導入。基本的には各ゲームに指定された1ヶ所の場面で、ジャストのタイミングでボタンを押すとキメ星を獲得でき、コインも1枚ボーナスでもらえる。

## スタッフ
本作はこれまでシリーズを統括してきたつんく♂が引き続きプロデュースおよび楽曲提供を担当したが、2014年10月に声帯摘出手術を受けたため（公表したのは本作発売直前の2015年4月）、開発終盤は声を失った中での作業となった。ディレクターは、前作までUIなどシステム部分のBGMを担当していた米政美が務めている。
本作のリズムゲームに収録されているオリジナル楽曲の歌唱には、新たに大橋光、トキメキスト（ちーちゃん、平山りの、まいちゃん、ゆりんこ）、ぱじゃまっ娘クラブ（かれん、もえあず、吉田仁美）、あり〜さらが参加、また後述のように、楽曲収録当時6歳だったつんく♂の長女が「Hotzmic（ホツミック）」名義で参加している。このほか前作まで参加していたTHE ポッシボー、キャナァーリ倶楽部、TAKERU、総史の楽曲も再収録されている。

## 収録ゲーム
☆は今作で追加された新作ゲーム。◎は過去シリーズ（GBA版=『リズム天国』、DS版=『リズム天国ゴールド』、Wii版=『みんなのリズム天国』）からの再収録だが、曲は新しく制作され、難易度が下げられている（オリジナル版は「かえってきた-」と題して収録）。

### ハチハチランド
「カラテ家」◎
GBA版より収録。
「ロボット工場・オイル」◎
DS版より収録（元のタイトルは「ロボット工場」）。ロボットのオイルが紫色になっている。
「バドミントン」◎
Wii版より収録。離れた位置からのパスがない。
「階段キャッチ」☆
2人の子供、プラリンとアラリンとなり、階段から落ちてくるフルーツをキャッチする。十字キーで左の子供プラリン、Aボタンで右の子供アラリンを操作。オレンジとパイナップルで落ちてくるタイミングが違う。

### マシーンランド
「リズム脱毛」◎
GBA版より収録。巻き毛が出てこない。
「コーラスメン」◎
DS版より収録。さけぶ場面がない。
「マッスル人形」◎
Wii版より収録。速いワンツーと三連続パンチがない。パンチをせずにボタンを押してマッスルになるところが省略されている。
また同ゲームを含み、原作と比べてタイトル画面の演出の差異がある。
「フルーツバスケット」☆
じめん君となり、土管から放たれるフルーツをバスケットゴールへシュートする。リンゴとレモンで転がるタイミングが違う。

### 第1の門
「コイントス」◎
DS版の「エンドレスゲームズ」より収録。新たに音楽が追加された。

### オレンジランド
「パチパチ三人衆」◎
GBA版より収録。
「シューティング」◎
DS版より収録。ナビゲーターはWii U GamePad型のナビを介して話している
「小さないきもの」◎
Wii版より収録。
「通訳者」☆
宇宙飛行士となり、火星人が話すのと同じリズムで、Aボタンもしくは十字キーを押して通訳をする。

### ドーナッツランド
このステージは初めから難易度が高いオリジナル版が収録されている。
「ウサギとび」
GBA版より収録。原作ではなかった練習ができるようになった。
「エアボーダー」
DS版より収録。楽曲はTAKERUの「That'sパラダイス」。原作と違いスタッフロールが無いかわりに、歌詞が追加された。
「バッティングショー」
Wii版より収録。
「カメレオン」☆
カメレオンの長い舌で、黄色や赤の虫のようなものを食べる。黄色の虫と赤の虫で来るタイミングが違う。時には複数匹を一度に食べることも。

### 第2の門
「バイキンはかせ」◎
GBA版より収録。原作ではリズムゲームとして収録されていたが、同時にエンドレスゲーム「バイキンはかせSP」が収録されているため、実質上はこちらの復刻となっている。

### チョッキンランド
「しろいおばけ」◎
GBA版より収録。晴れているのでBGMが途中でフェードアウトせず、おばけも途中で隠れない。
「ピンポン」◎
DS版より収録。高速ラリーがない。
「コロコロたんけん隊」◎
Wii版より収録。三連打のリズムがない。ゴロリンの操作がAB同時押しからBボタンになった。
「マキネコ」☆
マキグマさんになって、Aボタンを使いマキネコ（胴体が長い猫）から渡される薪を斧で割って行く。太い幹はAボタンを2回押すことで割れる。時には薪以外の物も置かれる。

### バードランド
このステージは初めから難易度が高いオリジナル版が収録されている。
「リズムお習字」
GBA版より収録。
「ブルーバーズ」
DS版より収録。2が収録されなかった影響で、最後の一枚絵は「完」が表示される。
「鳥の大群」
Wii版より収録。ジャンプの操作がAB同時押しからBボタンになった。
「ゐあひ斬り伝説」☆
悪霊を刀で斬って退治する。大きい悪霊はBボタンで攻撃を防御してからカウンター。最後の悪霊（紫色）を退治するのに失敗すると町娘に愛想を尽かされてしまい、サムライの顔が蒼白くなる。韓国語版では若干キャラクターデザインが異なっている。

### 第3の門
「チキンレース」☆
ニワトリが乗った自動車に、カウントがゼロになるまでガソリンを注入し続ける。注入後は自動車が走り始めるが、注入完了のタイミングがずれると海に落ちてしまう。ガソリンを入れすぎると車が爆発する。

### モリモリの塔
モリモリの森に入って最初に入る塔。森林をモチーフにしている。各塔には｢虹｣をイメージして、7色のいずれかが振り分けられている。モリモリの塔は緑。
「エアーバッター」
GBA版より収録。ウサギとび同様、練習が追加された。打ったボールの軌道が変更されており、画面外に出るようになったが、終盤で出てくるおにぎりのみ、原作と同様の軌道となっている。
「犬忍者」
DS版より収録。構えが省略され、ボタン/タッチを押すだけで操作できるようになった。
「ホールインワン」
Wii版より収録。練習での音無しで打つパートが省略された。
「ごっつぁん兄弟」☆
力士となり、相方の力士と共に行司の格好をした犬の鳴き声を聞いて、張り手・四股・決めポーズの3種類をタイミングよくこなす。
「モリモリリミックス」☆
上記4ゲームのリミックス。森をイメージさせる画面演出となっている。
楽曲はトキメキスト（ちーちゃん、平山りの、まいちゃん、ゆりんこ）の「ときめきのストーリー」。
エアーバッターの被り物は、今作未収録であるリズム天国ゴールドの｢DJスクール｣のキャラクターが元。
以下の6ステージ（ハチハチの塔～バードの塔）は同時に出現し、好きな順番でプレイすることが出来る。

### ハチハチの塔
ハチをモチーフにしたステージ。イメージカラーは黄色。
「かえってきたカラテ家」
GBA版より収録（元のタイトルは「カラテ家」）。原作と違い、横に表示されている「ノリ」が廃止され、鍋が新たに加えられている代わりに、爆弾と電球が廃止され、終盤の2つ連続でパンチするところも、3つ連続パンチに変更された。
「かえってきたロボット工場・オイル」
DS版より収録（元のタイトルは「ロボット工場」）。
「かえってきたバドミントン」
Wii版より収録（元のタイトルは「バドミントン」）。原作とは違いサビの部分で出てくる雲の数が減少。
「かえってきた階段キャッチ」☆
リズムが変則的になったほか、オレンジとパイナップルが同時に落ちることがある。
「ハチハチリミックス」☆
上記4ゲームのリミックス。登場キャラのほとんどがハチの被り物をしている。
楽曲はつんく♂の実の娘・Hotzmicの「I'm a lady now」。
最後にカラテ家がホットケーキの妄想をするが、パンチが出来る。

### マシーンの塔
機械をモチーフにしたステージ。イメージカラーは水色。
「かえってきたリズム脱毛」
GBA版より収録（元のタイトルは「リズム脱毛」）。原作とは違い、登場する野菜がタマネギ、じゃがいもに変更されている（原作ではじゃがいもの代わりにラディッシュらしき野菜が登場していた）。
「かえってきたコーラスメン」
DS版より収録（元のタイトルは「コーラスメン」）。若干原作とは違い、3人で長く合唱する際に、指揮者が指揮棒を振るため止めるタイミングがわかりやすくなった。
「かえってきたマッスル人形」
Wii版より収録（元のタイトルは「マッスル人形」）。
「かえってきたフルーツバスケット」☆
高速で転がるメロンが追加。目で追い切れないので、音楽を聞いてタイミングでシュートする。
「マシーンリミックス」☆
上記4ゲームのリミックス。工場をイメージさせる画面演出となっている。
楽曲は大橋光の「その一粒の大きな涙には」。

### オレンジの塔
オレンジをモチーフにしたステージ。イメージカラーは橙。
「かえってきたパチパチ三人衆」
GBA版より収録（元のタイトルは「パチパチ三人衆」）。
「かえってきたシューティング」
DS版より収録（元のタイトルは「シューティング」）。原作では、敵の色が紫だったが、本作ではグレーになっている。
「かえってきた小さないきもの」
Wii版より収録（元のタイトルは「小さないきもの」）。
「かえってきた通訳者」☆
逆に火星人が地球人の言葉を通訳する。リズムが「通訳者」に比べて変則的で、16分のリズムも要求される。地球人が告白しようとしている女性の名前はプレイするごとに名前が異なる。
「オレンジリミックス」☆
上記4ゲームのリミックス。オレンジをイメージさせる画面演出となっている。
火星人の言葉はプレイごとに違ってくる。

### ドーナッツの塔
ドーナツをモチーフにしたステージ。イメージカラーは青。
「こっそりラット」
GBA版より収録。原作とは違い、前半までは練習同様信号による合図がある。後半は原作通り合図なし。先輩ネズミも｢ココから先は 合図ナシで いくぞ！｣と言う。
「アイドル」
DS版より収録。ステージで歌うアイドルの着ている衣装はDS版と異なる。
楽曲は「ドキッ!こういうのが恋なの?」。DS版とは異なり、バクステ外神田一丁目の針尾ありさが「あり〜さ」として歌う。
「やりなおし」のエピローグで出てくる男性はDS版で今作未収録のリズムゲーム「ロッカー」のキャラクターである。（要出典）
「はたらくまんじゅう」
Wii版より収録。大ジャンプの操作がAB同時押しからBボタンになった。
「空中ブランコリン」☆
空中ブランコの猿となり、象やキリンにつかまりながらゴールを目指す。
「ドーナッツリミックス」☆
上記4ゲームのリミックス。ドーナッツをイメージさせる画面演出となっている。

### チョッキンの塔
床屋をモチーフにしたステージ。イメージカラーは赤。
「かえってきたしろいおばけ」
GBA版より収録（元のタイトルは「しろいおばけ」）。
「かえってきたピンポン」
DS版より収録（元のタイトルは「ピンポン」）。原作とは違い、ショートケーキの上が舞台となっている。
「かえってきたコロコロたんけん隊」
Wii版より収録（元のタイトルは「コロコロたんけん隊」）。
「かえってきたマキネコ」☆
Aボタンを4回押すことで割れる大きな薪が登場する。
「チョッキンリミックス」☆
上記4ゲームのリミックス。床屋をイメージさせる画面演出となっている。
前作のリミックス1のように、背景をみるとそれぞれのゲームが同じ舞台で行われていることがわかる。

### バードの塔
鳥をモチーフにしたステージ。イメージカラーは紫。
「タップダンズ」
GBA版より収録。
「ケロケロダンス」
DS版より収録。「くるりん！」のテロップが追加された。
楽曲はおっちゃま（つんく♂）の「明るいロケンロー」。
「レスラー会見」
Wii版より収録。ポーズがAB同時押しからBボタンになった。
「ダンスホール」☆
ロボットのダンサーとなり、首の回転・ターン・決めポーズを使い分けて社交ダンスを踊る。ロボットだけでなく、パートナーの女性の首も回転する。
「バードリミックス」☆
上記4ゲームのリミックス。鳥籠や鳥の巣がステージとなっている。

### スタッフロール
モリモリの森にある7つの塔をクリアすると、スタッフロールが流れる。楽曲はぱじゃまっ娘クラブ（かれん、もえあず、吉田仁美）の「クラスメイト」。
鳥の大群、ロケットゼロ、エアーバッター（おにぎり、UFO）、はたらくまんじゅう（Mr.ゲーム&ウォッチの乗っている船）、ナイトウォークが登場する。

### スターランド
天の国に入って最初にたどり着くところ。
「忍者」
GBA版より収録。ウサギとび、エアーバッター同様練習が追加された（開始前の忍者参上シーンは健在）。韓国語版では日本風の忍者の代わりに韓国風の侍が登場しており、衣装も異なる。
「カメラマン」
DS版より収録。中盤で映るカメラマンの彼女のデザインが若干変更されている。原作と違い中盤にパチパチ三人衆、スペースダンス、タップダンズ、ラップメン（本作未収録）が登場する。
「ロケットゼロ」
Wii版より収録。
「パジャマズ」☆
夢の中の少女（マコ）になり、周りの猿たちとタイミングを合わせてジャンプ・枕投げ・寝るというアクションをこなす。曲の中盤のあるアクションを成功させると、お姫様姿になる。

### コメットランド
「マーチャ」
GBA版より収録。「すすめ！」「とまれ！」「右！」「左！」のテロップが追加された。
「しゅぎょう」
DS版より収録。原作と違いなぜか修行僧が赤ん坊をおんぶひもで背負っている上、修行僧の眉毛まで伸びるようになった。
「シーソー」
Wii版より収録。
「失恋ベアー」☆
クマ美ちゃんに失恋したクマ太となり、Aボタンでドーナツ、十字キーでケーキをタイミングよく食べる。2つは落ちるタイミングが違う。

### プラネットランド
「スペースダンス」
GBA版より収録。原作と違い、練習は動作ごとに止まるように。
「ウラオモテ」
DS版より収録。
「図書ガールズ」
Wii版より収録。本を開くアクションがAB同時押しからBボタンになった。
「てってってパンパン」☆
3番目の猫となり、タイミングよく拍手・ターン・魚を取るというアクションをこなす。一度だけ自身以外の猫がネズミに変わるときがある。

### 第4の門
「しらはドール」
Wii版の「ふたりでエンドレスゲームズ」より収録。ジャストで止めなかった場合、冷や汗をかいて安堵する表情を浮かべるようになった。
以下の2ステージ（レフトタワー・ライトタワー）は同時に出現するため、どちらからプレイしても良い。

### レフトタワー
ここからは、GBA版で言う｢リバイバル｣、DS版、Wii版で言う｢○○2｣となり、難易度がさらに上がる。
「バリバリ三人衆」
GBA版より収録。「パチパチ三人衆」の上位互換。
「うれっこアイドル」
DS版より収録（元のタイトルは「アイドル2」）。「アイドル」の上位互換。アイドルが着ぐるみを着て歌う。さらに間奏から二体の着ぐるみがバックダンサーとして登場する（エピローグから中の人はアイドルの仲間の女性であるのがわかる）。
あり〜さが歌う「ドキッ!こういうのが恋なの?」が2番まで流れる。2番からは辺りが暗くなり、ファン達がサイリウムを振るように。DS版とはアレンジが大きく変更された。
原作同様、最後に拍手しないと睨まれる。
「マッスル人形チャンピオン」
Wii版より収録（元のタイトルは「マッスル人形2」）。マッスル人形の上位互換。
「ジャングルブランコリン」☆
「空中ブランコリン」の上位互換。「空中ブランコリン」の猿の妹を操作。新たに白い猿の空中ブランコが2種類追加されている。
「レフトリミックス」☆
これまでのゲームがごちゃまぜで登場。最初のクマ太の台詞は「クマ美ちゃん。ボク、ダイエットする。」と「ドーナッツを食べすぎちゃって おこづかいがなくなったよ…」の2種類がある。
レフトリミックスのプレイ順
1. 失恋ベアー
2. （かえってきた）ロボット工場・オイル
3. ホールインワン
4. エアーバッター
5. はたらくまんじゅう
6. カメラマン
7. スペースダンス
8. パジャマズ
9. （かえってきた）シューティング
10. タップダンズ
11. レスラー会見
12. （かえってきた）リズム脱毛
13. （かえってきた）通訳者
14. 犬忍者
15. てってってパンパン
16. バッティングショー
17. 失恋ベアー

### ライトタワー
「スーパータップ」
GBA版より収録 （元のタイトルは「スーパータップダンズ」）。「タップダンズ」の上位互換。
「ケロケロナイト」
DS版より収録（元のタイトルは「ケロケロダンス2」）。ケロケロダンスの上位互換。
「明るいロケンロー」をテンポアップかつサックスアレンジしたものが流れる。
「ホールインワンレディー」
Wii版より収録（元のタイトルは「ホールインワン2」）。「ホールインワン」の上位互換。原作と違い背景に浮かび上がるのがリズム天国の城ではなく、チンアナゴのような生物に変更された。
「ゐあひ斬り伝説II」☆
「ゐあひ斬り伝説」の上位互換。全体的にテンポアップしており、悪霊にさらわれた町娘が4人に増えている。悪霊も絶え間なく出現する。今回では4回連続でボタンを押す場面が1つあり、そのときサムライは雷を撃ち出す。
「ライトリミックス」☆
これまでのゲームがごちゃまぜで登場。
ライトリミックスのプレイ順
1. （かえってきた）パチパチ三人衆
2. アイドル
3. ダンスホール
4. ブルーバーズ
5. ウラオモテ
6. （かえってきた）コロコロたんけん隊
7. ごっつぁん兄弟
8. （かえってきた）しろいおばけ
9. ロケットゼロ
10. （かえってきた）コーラスメン
11. ゐあひ斬り伝説
12. リズムお習字
13. 図書ガールズ
14. （かえってきた）カラテ家
15. （かえってきた）マッスル人形
16. （かえってきた）階段キャッチ
17. （かえってきた）パチパチ三人衆

レフトとは違いかなりアップテンポなリズムである。

### ママリン宮殿
「コスモダンス」
GBA版より収録。「スペースダンス」の上位互換。原作とは違い、「ターン・ライト!」の掛け声が繋がって発音するようになった（原作では「ターン（間）ライト!」と、若干間隔を空けるフェイントがあった）。
「コスモピンポン」
DS版より収録（元のタイトルは「ピンポン2」）。ピンポンの上位互換。DS版で登場したピンポン人が、「コスモダンス」のコスモダンサーズに変わっている。
「元祖はたらくまんじゅう」
Wii版より収録（元のタイトルは「はたらくまんじゅう2」）。「はたらくまんじゅう」の上位互換。
「カラテ家の父」☆
「カラテ家」（前述）の父親が登場する。ルールは「カラテ家」と変わらないが、新たに「カラテ家キック」や「カラテ家コンボ」（ともに後述）の動作が追加されている。
「ファイナルリミックス」☆
本作のラストを飾るリミックス。これまでのゲームがごちゃまぜで登場。中盤からは歴代タイトルBGMのメドレーになっている（各ゲームの原作のパートに割り当てられている）。
全シリーズの中で最も長いリミックスである。
ファイナルリミックスのプレイ順
1. （かえってきた）マキネコ
2. カメレオン
3. しゅぎょう
4. 忍者
5. 空中ブランコリン
6. （かえってきた）小さないきもの
7. （かえってきた）バドミントン
8. シーソー
9. （かえってきた）フルーツバスケット
10. エアボーダー
11. （かえってきた）ピンポン
12. こっそりラット
13. 鳥の大群
14. ケロケロダンス
15. ウサギとび
16. マーチャ
17. バリバリ三人衆
18. コスモダンス
19. スーパータップ
20. バイキンはかせ
21. うれっこアイドル
22. コスモピンポン
23. ケロケロナイト
24. コイントス
25. マッスル人形チャンピオン
26. 元祖はたらくまんじゅう
27. ホールインワンレディー
28. しらはドール
29. ジャングルブランコリン
30. カラテ家の父
31. ゐあひ斬り伝説Ⅱ
32. 手ほどき（ドラムを叩く）
33. （かえってきた）マキネコ

### ショップ（エクストラ）
以下のゲームを購入するために必要な「ノリ玉」は後述のチャレンジランドで手に入れられる。
「ホッピングロード」
原作とは若干練習が異なり、説明が加えられた。
また、原作では複数のボールを連続で運び終えた際になる効果音が流れていなかったが、本作では鳴るようになった。
「ナイトウォーク」
「ウサギとび」「エアーバッター」「忍者」同様、練習が追加された。また、プレイヤーがジャンプする際にジャンプの効果音が加えられた。原作同様、ミスすると落下となり強制終了。
「クイズ」
このゲームは唯一、Q魔王（司会者）と同じリズムで叩かないとキメ星がもらえない仕様となっている。そのためか原作とはボタンを叩く速さが遅くなっている（原作の速度で叩いてもリズムが合っていれば問題はない）。ミスすると強制終了。
- 上記3ゲームはGBA版より収録。

「ボックスショー」
楽曲はTHEポッシボーの「恋のRungRungパラダイス」。
箱入り6人娘がTHEポッシボーのメンバーに変更されており、溜める時に黄色の枠が出てくるなどプレイしやすくなっている。なお、それぞれのキャラクターのモデルは不明。
「ショートライブ」
原作と曲のアレンジが若干異なっている。
「カラテ家キック」
楽曲はキャナァーリ倶楽部の「Rainy〜雨に打たれて〜」。
- 上記3ゲームはDS版より収録。

「組み立て」
赤いモノを押し込む動作がAB同時押しからBボタンになった。
「Wデート」
「さかな釣り」
「くしざし」
「だいスキRAP」
「ボッサレシーブ」
「ロボット工場・ネジ」
元の名前は「ロボット工場」。ネジの締め方がAB同時押しからAボタンになった。
「重役会議」
「悪霊退散」
回転切りがAB同時押しからBボタンになった。韓国語版ではキャラクターデザインが異なり、子供達は韓国の民族衣装を纏っている。2は収録されていないが、最後には「つづく」が表示される。
「しわけ」
飴をつかむ動作がAB同時押しからBボタンになった。
「さる時計」
「カラテ家コンボ」
楽曲は総史の「悲しみのスコール」。
コンボがAB同時押しからBボタンになった。カラテ家キックとの区別のため色は前作のカラテ家2に当たるオレンジ色になっている。
- 上記12ゲームはWii版より収録。

## チャレンジランド
第一の門をクリアすると解放される。

### パーフェクトキャンペーン
今作はチャレンジランドから挑戦でき、失敗すると門が締まって即終了となる仕様に変更された。クリアするとノリ玉が1つもらえる。

### チャレンジトレイン
今作からの新モード。一人では5コイン払う必要があるが、複数人では無料でプレイできる。
複数のリズムゲームを連続でプレイする。しかし、
スコアルール
決まった点数以上を取らないと失敗。
ライフルール
決められた回数ミスすると失敗。
かいじゅうルール
ジャストを一定数取らないと、かいじゅうに食べられてしまい失敗。
といったルールに加えて、テンポアップもあり、リズム天国史上屈指の難易度を誇る。
イエモンコース
モリモリの塔をクリアすると解放。
ブルックコース
イエモンコースのゲキムズ以外をクリアし、7つの塔をすべてクリアすると解放。
レドロンコース
ブルックコースのゲキムズ以外をクリアし、ママリン宮殿をクリアすると解放。
の3つのコースから選べる。
初めてクリアすると2、3個ノリ玉がもらえる、二回目以降は3つの宝箱からどれか報酬を選ぶことが出来る。

## 登場キャラクター
テビリ
今作の主人公。2頭身でピンク色のアフロのような頭をしている。
天の国から落ちてきて、プレイヤー（作中では「あなた」）に家に帰りたいと助けを乞う。まずは高いところを目指そうと、モリモリの森の塔を目指す。
泣き虫な性格だったが、冒険していくにつれて少しづつ成長していく。
ブンブン
ハチハチランドの住人。ここの「ノリ」が足りなくなったことが原因で彼の好物であるハチミツが全く集まらなくなっているので、テビリ達に助けを求めた。熊のような容姿。
語尾に「ブン」とつける。
ヘビッピ
テビリ達の前に突然現れた青いヘビ。
ピンク色のツボに入っている。手助けをしたいとテビリ達に様々お知らせをしてくれる。
三度の飯よりおせっかいが好きらしい。
語尾に「ッピ」とつける。
プルタ
マシーンランドの住人。頭に車のかぶり物をした人間のような姿をしている。新しい工具と車を求めて、テビリ達に助けを乞う。
車や工具が好きであり、休日には（一人で）ドライブにも出かける。妹がいる。
語尾に「ブルン」とつける。
門番トリオ
門で立ちはだかる謎の3人。全員が名前に応じた色のローブを着ていて、それぞれ違う形のサングラスをかけている。
エンドレスゲームで難易度の違う3人のなかから1人を攻略すれば次のステージへ行ける。攻略にはコインを要する。
全員、語尾に「モン」とつける。
イエモン
門番トリオの一人。黄色のローブと丸いサングラスが特徴。若干お調子者な性格で、ブルックからよく突っ込まれる。お金にがめつい。
彼のコースは難易度が最も低いが、使用コインの枚数が最も多い。
キッサ店内のショップの店員も務めている（本人は知らないふりをする）。
ブルック
門番トリオの一人。青いローブと四角いサングラスが特徴。冷静沈着な性格。
彼のコースは難易度も使用コインの枚数も平均的。
キッサ店内のミュージアムにいる（本人は知らないふりをする）。
レドロン
門番トリオのリーダー。赤いローブと楕円型のサングラスが特徴。情熱的な性格で、挑戦的な人物を好む。
彼のコースは難易度が最も高いが、使用コインの枚数が最も少ない。
チャレンジランドの受付も務める（本人は知らないふりをする）。
クッキン
オレンジランドの住人。料理の材料が足りなくなっており、テビリ達に助けを半ば押切で乞う。
尊敬する親方がいる（その人が料理を作り、クッキン自身は材料集め担当で料理はドーナツしか作れない）。
話し方は「ッス」など、子分風。
ドナドナ
ドーナッツランドの住人。イケメン（本人にそう見える）なドーナッツを探してほしいとテビリ達に頼み込む。
語尾に「ナッツ」とつける。
チョキル
チョッキンランドの住人。廃れた自分の理髪店を復興してほしいとテビリ達に頼み込む（ただし、サインポールを知らなかった）。
常に理髪用ハサミを持っており、若干のナルシストである。じゃんけんが弱い。
語尾に「チョキ」とつける。
エグラン
バードランドの住人。自分の持つ卵を孵化してほしいとテビリ達に脅し半分で強引に頼む。
普段は温厚でおっとりした口調だが、時にとても性格や口調が荒くなり、二人称も「オマエ」や「てめェ」に変わり、テビリを震え上がらせる（この時には顔が影で覆われ、目が緑に輝いている状態になる）。
モックン
モリモリの森の住人でモリモリの塔の番人。天の国へ行ける方法を知っており、モリモリの塔と6つの塔のチカラを呼び覚ませれば天の国の道が開くことをテビリ達に教える。祖父がいる。
語尾に「モク」とつける。
バッタ
テビリの友達で、スターランドに登場する。緑のアフロとメガネがトレードマーク。敬語で話し、緑色の本を所持している。
天の国がドンヨリとしてしまったせいで、メガネが曇ってしまって大好きな本を読めず困っていた。
発生したドンヨリは、テビリママに関係があるのではと推測する。
イヨカン
テビリの友達で、コメットランドに登場する。オレンジ色のアフロで顔が小さい。胸にハート型の模様がある。
天の国がドンヨリとしてしまったせいで、化粧のノリが悪くなってしまっているらしい。
テビリ達にテビリの家の方からブキミな声が聞こえてくること伝える。
オモナガ
テビリの友達で、プラネットランドに登場する。青色のアフロで顔が長めでスカーフを着けている。大阪弁で話す。
天の国がドンヨリとしてしまったせいで、キャッチボールが出来ないことに困っていた。
テビリのことを心配して気にかけてくれる。
ウコン
テビリの友達。黄色のアフロで太った体が特徴で、お腹は扉のようになっている。スイーツ好き。
テビリママの様子がおかしいこととテビリママに会うための方法をテビリ達に教える（会うための方法は、バッタから教えてもらったもの）。
語尾を伸ばした喋り方をする。
テビリママ
テビリの母親で天の国の女王。
ママリン宮殿に住んでいると言うよりママリン宮殿がテビリママそのもので、テビリも大人になったら宮殿になってしまうらしく、動けるのは子供の時のみの特権らしい。
元々は優しい性格だったが、天の国がドンヨリとし始めた頃から恐ろしい顔つきになってしまっている。
マスター
「リズム天国」シリーズではお馴染みのヘッドホンをつけた犬。
キッサ店を経営している以外にも、ストーリーの語り部として登場。
ヤギ
キッサ店内のヤギ小屋に住んでいるヤギ。
マスターが新鮮なミルクを仕入れようとして飼っているが、食べてばかりでミルクを一切出さないためマスターを困らせている。マスターに頼まれて、プレイヤーが育てることになる。
「リズム脱毛」に登場するヘアーベジタボーズを主食としており、金色のヘアーベジタボーズを食べると体が黄金に輝く。
レベルを10ごとに上げるごとに金色の卵を産み、中からマスコットが出てくる。
ドラムさむらい
GBA版で登場するドラム演奏に人生をかけるサムライ。
ストーリーに一切関わってこないが、ある条件を満たすとマスコットとして登場。
メイド イン ワリオシリーズのキャラクター
チャレンジトレインである条件を達成するとリズムゲームのキャラクターをメイドインワリオシリーズのキャラクターに置き換えた特別なコースで遊ぶことができる。
なお、アシュリーはミュージアムの入場口にマスコットで置かれている。

## テレビCM出演者
- 綾小路翔（氣志團）
- 具志堅用高
- 柳原可奈子
- 清水富美加